# 多輻鱯
多輻鱯，為輻鰭魚綱鯰形目鱨科的其中一種，為熱帶淡水魚類，分布於亞洲湄南河及湄公河流域，體長可達12.8公分，棲息在河川底層水域，以甲殼類、昆蟲等為食，生活習性不明，可做為食用魚。

## 扩展阅读
維基物種上的相關：多輻鱯